# Panasivka, Novomoskovsk
Panasivka (în ucraineană Панасівка) este un sat în comuna Bahate din raionul Novomoskovsk, regiunea Dnipropetrovsk, Ucraina.

## Demografie
Componența lingvistică a localității Panasivka
     Ucraineană (94,75%)
     Rusă (5,25%)
Conform recensământului din 2001, majoritatea populației localității Panasivka era vorbitoare de ucraineană (94,75%), existând în minoritate și vorbitori de rusă (5,25%).